# Funkcialaj Ekvacioj
Funkcialaj Ekvacioj is een aan collegiale toetsing onderworpen wetenschappelijk tijdschrift op het gebied van de wiskunde. Het tijdschrift is opgericht in 1958. Het wordt uitgegeven door de Japanse Vereniging voor Wiskunde en verschijnt 3 keer per jaar. Het is Engelstalig; in oudere nummers zijn ook Franstalige artikelen gepubliceerd.